# Vieux hammam à Novi Pazar
Le vieux hammam à Novi Pazar (en serbe cyrillique : Стари хамам у Новом Пазару ; en serbe latin : Stari hamam u Novom Pazaru) se trouve Novi Pazar, dans le district de Raška, en Serbie. Il est inscrit sur la liste des monuments culturels de grande importance de la République de Serbie (identifiant no SK 390),.

## Présentation
Le hammam, aujourd'hui situé 24 rue 24 Jula, se trouve dans la partie la plus ancienne de la ville, à proximité immédiate de la forteresse ottomane, sur la rive droite de la rivière Raška. Il a été construit entre les années 1460 et 1470 grâce à une donation d'Isa-bey Ishaković, le fondateur de Novi Pazar.
Il se présente comme un long bâtiment en deux parties identiques mais séparées, l'une réservée aux hommes, l'autre pour les femmes. La structure intérieure est conforme à l'organisation habituelle de ce type de bains. Chaque espace est surmonté par un dôme.